# USS Kendall C. Campbell (DE-443)
USS Kendall C. Campbell (DE-443) là một tàu hộ tống khu trục lớp John C. Butler từng phục vụ cùng Hải quân Hoa Kỳ trong Chiến tranh Thế giới thứ hai. Nó là chiếc tàu chiến duy nhất của Hải quân Hoa Kỳ được đặt cái tên này, theo tên Thiếu úy Hải quân Kendall Carl Campbell (1917-1942), phi công từng phục vụ cùng Liên đội Tuần tiễu VS-5 trên tàu sân bay Yorktown (CV-5), từng hai lần được tặng thưởng Huân chương Chữ thập Hải quân và đã tử trận trong Trận chiến biển Coral vào ngày 8 tháng 5, 1942. Nó đã phục vụ trong suốt Thế chiến II, được cho ngừng hoạt động sau khi xung đột chấm dứt vào năm 1946, rồi cuối cùng bị bán để tháo dỡ vào năm 1972. Kendall C. Campbell được tặng thưởng bốn Ngôi sao Chiến trận do thành tích phục vụ trong Thế Chiến II.

## Thiết kế và chế tạo
Lớp John C. Butler được thiết kế nhằm đáp ứng nhu cầu một số lượng lớn nhưng rẻ tiền của một kiểu tàu hộ tống chống tàu ngầm để hộ tống các đoàn tàu vận tải vượt đại dương. Chúng có chiều dài chung 306 foot (93,3 m), mạn tàu rộng 36 foot 10 inch (11,2 m) và mớn nước 13 foot 4 inch (4,1 m), trọng lượng choán nước tiêu chuẩn 1.350 tấn Anh (1.372 t), và lên đến 1.745 tấn Anh (1.773 t) khi đầy tải, với một thủy thủ đoàn bao gồm 14 sĩ quan và 201 thủy thủ. Con tàu được vận hành bởi hai turbine hơi nước hộp số Westinghouse; hơi nước được cung cấp bởi hai nồi hơi "D" Express, tạo ra công suất 12.000 mã lực càng (8.900 kW) và cho phép đạt được tốc độ tối đa 24 hải lý trên giờ (44 km/h; 28 mph). Nó có tầm hoạt động 6.000 hải lý (11.000 km; 6.900 mi) ở tốc độ đường trường 12 hải lý trên giờ (22 km/h; 14 mph).
Dàn vũ khí chính bao gồm hai tháp pháo 5-inch/38 caliber đa dụng nòng đơn, được dẫn đường bởi hệ thống điều khiển hỏa lực Mark 51; vũ khí phòng không gồm hai khẩu đội Bofors 40 mm L/60 nòng đôi và mười khẩu Oerlikon 20 mm nòng đơn cũng được dẫn đường bởi hệ thống Mark 51. Ngoài ba ống phóng ngư lôi 21 inch (533 mm), vũ khí chống ngầm bao gồm hai đường ray thả mìn sâu, tám máy phóng mìn sâu K-gun cùng một dàn súng cối chống ngầm Hedgehog. Con tàu được trang bị sonar kiểu QC, radar dò tìm mặt biển SL và radar dò tìm không trung SA.
Kendall C. Campbell được đặt lườn tại xưởng tàu của hãng Federal Shipbuilding and Dry Dock Company ở Newark, New Jersey vào ngày 16 tháng 12, 1943. Nó được hạ thủy vào ngày 19 tháng 3, 1944, được đỡ đầu bởi bà Carl B. Campbell, mẹ của Thiếu úy Campbell, và được cho nhập biên chế cùng Hải quân Hoa Kỳ vào ngày 31 tháng 7, 1944 dưới quyền chỉ huy của Hạm trưởng, Thiếu tá Hải quân Raymond Wilber Johnson.

## Lịch sử hoạt động
Sau khi hoàn tất việc trang bị, Kendall C. Campbell khởi hành từ New York vào ngày 20 tháng 8, 1944 để tiến hành việc chạy thử máy huấn luyện tại khu vực Bermuda, rồi được sửa chữa sau chạy thử máy. Chuẩn bị để được điều động sang khu vực Mặt trận Thái Bình Dương, nó rời Norfolk, Virginia, băng qua kênh đào Panama và đi đến Trân Châu Cảng vào ngày 30 tháng 10. Nó được phân về một đội đặc nhiệm tìm-diệt tàu ngầm được hình thành chung quanh tàu sân bay hộ tống Corregidor (CVE-58), và hoạt động tuần tra tại vùng biển quần đảo Hawaii cho đến ngày 24 tháng 11, khi đội đặc nhiệm lên đường đi Ulithi. Đơn vị tiếp tục tuần tra chống tàu ngầm trên các tuyến đường hàng hải giữa các quần đảo Mariana và Caroline.
Lên đường vào ngày 1 tháng 1, 1945, Kendall C. Campbell hộ tống cho lực lượng tham gia vào cuộc đổ bộ lên vịnh Lingayen tại Luzon, Philippines. Nó quay trở về Ulithi vào ngày 5 tháng 2 cho một đợt bảo trì, rồi lại lên đường hai ngày sau đó, hộ tống cho các tàu sân bay tham gia vào cuộc đổ bộ tiếp theo lên Iwo Jima. Sau khi hòn đảo tại khu vực quần đảo Volcano này được bình định, con tàu lại chuẩn bị để tiếp tục tham gia vào chiến dịch đổ bộ cuối cùng lên Okinawa.
Khởi hành vào ngày 21 tháng 3, Kendall C. Campbell tháp tùng để bảo vệ các tàu sân bay hộ tống khi chúng tung ra các đợt không kích chuẩn bị xuống các vị trí của quân Nhật tại quần đảo Ryūkyū. Sau khi cuộc đổ bộ chính diễn ra vào ngày 1 tháng 4, nó tiếp tục tuần tra chống tàu ngầm và phòng không chung quanh hòn đảo để bảo vệ cho lực lượng đổ bộ.
Đến ngày 26 tháng 6, Kendall C. Campbell tham gia một đội tiếp liệu và hoạt động về phía Đông Bắc đảo Honshū, Nhật Bản để hỗ trợ cho các tàu sân bay thuộc Lực lượng Đặc nhiệm 38 tiến hành không kích các đảo chính quốc Nhật Bản. Sang đầu tháng 8, nó truy tìm tàu ngầm đối phương tại khu vực Đông Nam Okinawa, và vẫn đang làm nhiệm vụ này khi Nhật Bản chấp nhận đầu hàng vào ngày 15 tháng 8, giúp chấm dứt vĩnh viễn cuộc xung đột. Sang đầu tháng 9, nó tuần tra chống tàu ngầm để bảo vệ cho lực lượng chiếm đóng trên đường hướng sang Nhật Bản, rồi hộ tống một đoàn 54 tàu đổ bộ LST đi từ Tokyo đến Manila, và quay trở lại Yokosuka vào ngày 16 tháng 10. Đến ngày 4 tháng 11, nó lên đường để quay trở về Hoa Kỳ.
Về đến San Pedro, Los Angeles vào ngày 22 tháng 11, Kendall C. Campbell được cho xuất biên chế tại San Diego, California vào ngày 31 tháng 5, 1946, và được đưa về Hạm đội Dự bị Thái Bình Dương, neo đậu tại Stockton, California. Tên nó được cho rút khỏi danh sách Đăng bạ Hải quân vào ngày 15 tháng 1, 1972, và con tàu bị bán để tháo dỡ vào ngày 15 tháng 1, 1973.

## Phần thưởng
Kendall C. Campbell được tặng thưởng bốn Ngôi sao Chiến trận do thành tích phục vụ trong Thế Chiến II.
|  |                                                       |  |
|  | Bronze star · Bronze star · Bronze star · Bronze star |  |
|  |                                                       |  |

| Dãi băng Hoạt động Tác chiến (truy tặng) |                                                                         |                                                |
| Huân chương Chiến dịch Hoa Kỳ            | Huân chương Chiến dịch Châu Á-Thái Bình Dương với 4 Ngôi sao Chiến trận | Huân chương Chiến thắng Thế Chiến II           |
| Huân chương Phục vụ Chiếm đóng Hải quân  | Đơn vị Tuyên dương Tổng thống Philippine                                | Huân chương Giải phóng Philippine (Philippine) |